# Peponocranium praeceps
Peponocranium praeceps är en spindelart som beskrevs av Miller 1943. Peponocranium praeceps ingår i släktet Peponocranium och familjen täckvävarspindlar. Enligt den finländska rödlistan är arten nära hotad i Finland. Inga underarter finns listade i Catalogue of Life.